# Bruna Talluri
Bruna Talluri (Siena, 12 giugno 1923 – Siena, 21 novembre 2006) è stata una partigiana, politica, saggista e attivista italiana.
Per la sua attività antifascista le fu assegnata la Croce al merito di guerra.

## Biografia
Laureatasi in lettere e filosofia all‘Università di Siena, scelse la carriera scolastica e fu insegnante di scuola media superiore.
Aderì sin dalla adolescenza agli ideali dell'antifascismo seguendo una scelta di libertà nata dal suo temperamento ribelle e dal suo rigore intellettuale.
Suo padre nel 1941 fu condannato a due anni di confino per motivi politici e Bruna, maggiore di cinque figli, fu costretta a trovarsi un lavoro, ma questo evento fu all'origine del suo impegno politico ed intellettuale antifascista ancora prima della caduta del fascismo.
La storia partigiana di Bruna Talluri sembra avere dei punti in comune con quella di Rossana Rossanda soprattutto per la riflessione politica e la ricerca interiore. Scrive infatti che: "Mi interessava la lotta contro i tedeschi, la Repubblica, perché condannavo l'atteggiamento di Sua maestà Vittorio Emanuele III, e mi interessava la democrazia". Nasce da questa sua convinzione l'esperienza di raccogliere giovani attorno al Partito d'Azione facendo un lavoro quotidiano pericoloso di proselitismo, di contatti sotterranei, a fianco di partigiani e antifascisti che si muovevano tra la città e la campagna.
Il padre fece rientro nel 1943. Bruna, con l'ex compagna di università Ida Levi che fuggiva da Siena in seguito a una delazione, partì per Limone Piemonte e di lì si spostò a Torino, dove prese contatti con i gruppi antifascisti; divenne partigiana, operando nell'organizzazione, scrivendo e diffondendo volantini e fungendo da staffetta., Dopo l'8 settembre aderì al movimento Giustizia e Libertà, che poi confluì Unità Popolare. Per la sua attività partigiana fu decorata con la Croce al merito di guerra. Dopo la notizia dello sbarco alleato in Sicilia ritornò a Siena dalla famiglia.

Nell'ottobre 1944, nonostante le sue perplessità sull'utilità verso la fondazione di gruppi femminili, insieme a Tina Meucci, Annunziata Gradi e Renata Pieri, fondò a Siena i Gruppi di difesa della donna, e in seguito la sezione senese dell'Unione Donne Italiane. Talluri partecipò al Congresso Nazionale di Firenze dell'Unione Donne Italiane del 20 ottobre 1945, nella quale si sciolsero i Gruppi di Difesa della Donna.
 
Insieme ad Ernesto Codignola decise di aderire al Partito Socialista Italiano di Pietro Nenni del quale partito giunse a far parte, per un trimestre, della Segreteria Nazionale..
Nel 1968 fu eletta nelle file del Partito Comunista Italiano nel consiglio comunale di Siena e svolse il compito di assessore all’istruzione e ai servizi sociali. Fu tra i fondatori dell’Istituto storico della resistenza di Siena che diresse a lungo.
Per alcuni decenni si dedicò all’insegnamento e agli studi storici e filosofici e strinse amicizia con numerosi intellettuali senesi quali Mario Delle Piane, Alceste Angelini, Luciano Tanganelli, Delfo Orlandini, Giorgio e Anna Giorgetti.

Socia dell’Accademia Senese degli Intronati scrisse numerosi saggi di storia del giornalismo e di carattere storico-filosofico.
Morì a Siena il 21 novembre 2006.
L'Università di Siena, Dipartimento di Scienze Politiche Internazionali, il 28 settembre 2022, le dedicò un seminario dal titolo Bruna Talluri (1923-2006) Partigiana per sempre al quale intervennero docenti universitari, storici, studiosi della Resistenza e dell'emancipazione femminile. Nello stesso anno, l'amministrazione comunale annunciò di aver risistemato il giardino cittadino, nei pressi della Contrada dell'Istrice a lei intitolato.
Nel 2023 Tomaso Montanari rettore dell'Università per stranieri di Siena, in occasione del XXV aprile, dedicò un'aula dell'università alla partigiana Bruna Talluri, cogliendo l'occasione per presentare il libro di Benedetta Tobagi dal titolo La Resistenza delle donne. Al termine Montanari aggiunse: "Fu partigiana e insegnante, si definiva una ribelle, una ribellione all'ingiustizia. Solo così l'antifascismo e la resistenza parlano ai ragazzi di oggi, ribellarsi al mondo così come è la missione dell'Università, la ricerca è ribellione, senza quell'istinto ribelle non si studia".
In data 31 ottobre 2024 è stato presentato il volume Vite, carte, memorie. Archivi di donne in Toscana vol. 1 presso la Biblioteca della Toscana Pietro Leopoldo a Firenze, in cui, oltre a Bruna Talluri, sono state evidenziate le esperienze di vita e di cultura di Verita Monselles, Rossana Rossanda, Oriana Fallaci, Lara Vinca Masini, Mirella Scriboni, Gina Gennai.

## Archivio
Il Fondo Talluri Bruna, conservato presso Archivio storico del movimento operaio democratico senese - ASMOS, contiene documentazione dal sec. XX secondo quarto - sec. XX ultimo quarto.
Il Diario di Bruna Talluri, in forma dattiloscritta, tra il 1939 e il 1945, che fa parte dell'Archivio Diaristico Nazionale, è stato fonte per alcune tesi di laurea e testi di ricerca storica: 
- Pubblico e privato nei racconti di trentanove donne tratti dall'Archivio diaristico di Pieve Santo Stefano di Sara Cipriani, poi inserito nel volume Scenari di guerra, parole di donne a cura di Patrizia Gabrielli, editore il Mulino, 2007 - ISBN 978-8815120861
- Diari di donne italiane nella seconda guerra mondiale di Chiara Concas, editore Università La Sapienza Roma 2008
- Il popolo del Duce di Christopher Duggan, editore Laterza 2013 - ISBN 978-8858109342
- Se verrà la guerra chi ci salverà? Lo sguardo dei bambini sulla guerra di Patrizia Gabrielli, editore il Mulino, 2021 - ISBN 978-8815292230
- Fascism, the War, and Structures of Feeling in Italy, 1943-1945: Tales in Chiaroscuro di Simonetta Falasca-Zamponi, editore Oxford University, 2023 - ISBN 978-0192887504

## Opere
Articoli
- Il popolo di Nomadelfia. Dopo venti secoli. Siena, Aprile, 1951, in Il Ponte, vol. 7, 1951,  pp. 1636-1637.
- I limiti e le risorse speculative del pensiero politico e morale di Bernard de Mendeville, in Studi senesi, LXIII, 1951,  pp. 322-338. - lo studio di Talluri è riportato nella tesi di laurea di Alessandro Chiessi dal titolo Mandeville e l'umorismo del male minore all'Università di Bologna nel 2013, pubblicato dalle edizioni Mimesis nel 2018 con il titolo Bernard Mandeville. Corruzione, umorismo, male minore.
- Usi e costumi: bilancio di un mese di scuola, in Il Ponte, 9, fascicolo 12, Firenze, 1953,  pp. 1739-1740.
- Danilo Dolci, Processo all'articolo 4. Torino, Einaudi, 1956, in Il Ponte, vol. 13, 1957,  pp. 111-113.
- I riflessi della cultura europea del XVIII secolo nei saggi filosofici di Francesco Algarotti, in Miscellanea di studi in onore del prof. Eugenio Di Carlo, Trapani, 1959.
- Giovanni Nicola Bandiera e il Dictionnaire di Pierre Bayle, in Studi senesi, LXXII, 1960,  pp. 494-499.
- Il conteso territorio di Comacchio e l’intervento del Sant'Uffizio contro Uberto Benvoglienti, erudito senese (1709-1712), in Studi senesi, LXXIII, 1961,  pp. 147-172.
- La Civiltà cattolica e il fascismo. 1922-1924, in Studi senesi, LXXV, 1963,  pp. 336-356.
- L’anti-Machiavel e Voltaire politico, in Studi senesi, LXXV, 1965,  pp. 285-330.
- La Civiltà cattolica e il fascismo. 1922-1924, in Studi senesi, LXXVII, 1965,  pp. 285-330.
- La Civiltà cattolica e il fascismo. 1925-1929, in Studi senesi, LXXVIII, 1966,  pp. 258-298.
- Benedetto Croce e la Civiltà cattolica, in Studi senesi, LXXIX, 1967,  pp. 236-252.
- Il giornalismo democratico senese da Aspromonte a Mentana, in Studi senesi, LXXX, 1968,  pp. 337-371.
- Ernesto Codignola, La nostra scuola. Firenze, La nuova Italia, 1970, in Il Ponte, 27, fascicolo 8/9, 1971,  pp. 1016-1018.
- Il Nuovo Paese, giornale socialista diretto da Francesco Cellesi, in Studi senesi, LXXXIV, 1972,  pp. 487-514.
- Alessandro Orlandini (a cura di), ll Partito d’azione a Siena: la sua origine e la sua conclusione nei ricordi di una partigiana "azionista", Convegno "Scritti per Mario Delle Piane", Colle Val d’Elsa, 9-10 febbraio 1996, Atti del Convegno, Napoli, Edizioni della Facoltà di giurisprudenza e di scienze politiche, 1986,  pp. 183-238.

Libri
- Pierre Bayle, Milano, Editore Giuffré, 1963.
- Il giornalismo senese liberale e democratico (1860-1880), Montepulciano, Editori del Grifo, 1983.
- La Martinella e il giornalismo senese radicale e socialista (1880-1894), Montepulciano, Editori del Grifo, 1983.
- La politica italiana nei giornali senesi (1861-1862), Milano, Casa editrice La Pietra, 1993.
- La politica italiana nei giornali senesi (1882-1900), Milano, Casa editrice La Pietra, 1994.
- La "svolta" del Novecento e il giornalismo senese, Milano, Casa editrice La Pietra, 1994.
- Le origini del fascismo e il giornalismo senese, Milano, Casa editrice La Pietra, 1994.

### Annotazioni
1. ↑  In una intervista lei stessa raccontò: «[...] mi ricordo che fin da bambina sono stata, come suol dirsi, un po' ribelle. Tant'è vero che ho dovuto lasciare le scuole elementari. Ma non perché fossi cattiva: non ero affatto cattiva. Ero inquieta, ero ribelle... la maestra si impensierì... e certo incominciò a desiderare che me ne andassi. E così fui costretta a abbandonare le scuole elementari e mi mandarono all'istituto di Santa Caterina...».

### Fonti
1. 1 2 3 4 5 6 7 8 9 10   Moscadelli Stefano e Morotti Laura, Talluri Bruna, su Siusa, 4 giugno 2009. URL consultato il 14 marzo 2022.
2. 1 2   Teresa Lucente, Bruna Talluri - La passione inquieta della libertà, in Toponomastica femminile. URL consultato il 12 marzo 2022.
3. 1 2   Luciana Rocchi, Donne e Resistenza nel Grossetano e nel Senese, in Damien Prévost, 12 marzo 2008. URL consultato il 18 agosto 2024.
4. ↑   Articolo su "La Nazione", su lanazione.it.
5. ↑   Eleonora Imparati, Bruna Talluri (PDF), su Istituto storico della Resistenza in Toscana, 1º ottobre 2015,  pp. 21-22. URL consultato il 15 marzo 2022.
6. ↑   Laura Mattei, Bruna Talluri (PDF), in Resistenza, femminile plurale, di Francesca Cavarocchi (a cura di), Unione Province Toscane,  pp. 169-170. URL consultato il 19 maggio 2025.
7. ↑   Patrizia Gabrielli, Scenari di guerra, parole di donne - Diari e memorie nell'Italia della Seconda Guerra mondiale, Il mulino, 2007,  p. 149, ISBN 9788815120861. URL consultato il 19 maggio 2025.
8. ↑   Bruna Talluri (1923-2006) Partigiana per sempre, in Università degli Studi di Siena - Dipartimento di Scienze Politiche Internazionali, 28 settembre 2022. URL consultato il 6 settembre 2024.
9. ↑   Lorenzo Vullo, Giardino “Bruna Talluri”, De Mossi: “Un punto di riferimento per tutta la città” – L’intervista, in Gazzetta di Siena, 9 maggio 2022. URL consultato il 6 settembre 2024.
10. ↑   Verso il 25 aprile, Università per Stranieri Siena intitola aula alla partigiana senese Bruna Talluri, in Radio Siena Tv, 14 aprile 2023. URL consultato il 18 agosto 2024.
11. ↑   Moscadelli Stefano (a cura di), Talluri Bruna, su SIUSA Archivi di personalità. URL consultato il 18 marzo 2022.